# Cemparam Lama
Cemparam Lama is een bestuurslaag in het regentschap Bener Meriah van de provincie Atjeh, Indonesië. Cemparam Lama telt 318 inwoners (volkstelling 2010).